# Johan Gustaf Frosterus
Johan Gustaf Frosterus, född den 6 juni 1826 i Åbo, död den 3 april 1901 i Helsingfors, var en finländsk historiker. Han var far till Benjamin Frosterus.
Frosterus blev professor i historia 1861 och överinspektör vid överstyrelsen för skolväsendet 1869. Frosterus företog ingående studier i den franska medeltidshistorien och -litteraturen samt i protestantismens historia i Frankrike. Finländsk historia behandlade han bland annat i En vändpunkt i Alexander I:s regering (1898).